# Suzana Nunes
Pour les articles homonymes, voir Nunes.
Pereira Nunes est un nom portugais ; le premier nom de famille (d'usage facultatif) est Pereira et le second est Nunes.
Suzana Pereira Nunes, est une chimiste d'origine brésilienne spécialiste de la chimie physique. Elle mène ses recherches à l'université des sciences et technologies du roi Abdallah, en Arabie saoudite. En 2023, elle reçoit le Prix L'Oréal-UNESCO pour les femmes et la science.

## Biographie

### Enfance et éducation
Suzana Nunes grandit au Brésil. A l'âge de 7 ans, elle reçoit un coffret de chimie à l'occasion de son anniversaire et se passionne pour cette discipline. Elle suit des cours de sciences à l'Université d'État de Campinas et obtient son Bachelor of Science en chimie en 1980. Elle y soutient sa thèse de doctorat en 1985 sur la centrifugation et les macromolécules sous la direction de Fernando Galembeck. Entre 1985 et 1986, elle bénéficie d'une bourse de la fondation Alexander-von-Humboldt et mène ses recherches postdoctorales à l'Université Johannes-Gutenberg de Mayence en Allemagne. En 1992, elle obtient son habilitation universitaire à l'Université d'État de Campinas.

### Carrière
En 1986, elle travaille au centre de recherche de Pirelli, un groupe italien spécialisé dans la production de pneumatiques. De 1987 à 1997, elle est Assistant professor en chimie physique à l'Université d'État de Campinas. En 1988, elle est chercheuse invitée à l'Institut Max-Planck de recherche sur les polymères, puis en 1990 à l'Université de technologie de Tokyo. De 1997 à 2009, elle travaille à la Helmholtz-Gemeinschaft où elle dirige le département des membranes à énergie durable. En 2009, elle rejoint l'université des sciences et technologies du roi Abdallah, en Arabie saoudite. Ses recherches portent sur la filtration sur membrane. Elle étudie notamment comment les membranes peuvent transformer l'industrie chimique en parvenant à réduire les déchets. Elle développe également des membranes capables de dessaler l'eau de mer. En 2023, elle reçoit le Prix L'Oréal-UNESCO pour les femmes et la science

« pour son travail exceptionnel dans le développement de filtres à membranes innovants permettant de purifier ou de séparer des ressources précieuses, telles que l'eau, le pétrole ou les composés pharmaceutiques, de manière plus efficace et en utilisant beaucoup moins d'énergie que les méthodes traditionnelles. »

.

## Distinction et récompenses
- 2023 : Prix L'Oréal-UNESCO pour les femmes et la science[1]
- 2015 : Membre de la Royal Society of Chemistry[1]

## Publications sélectionnées
- S. P. Nunes, P. Z. Culfaz-Emecen, G. Z. Ramon, T. Visser, G. H. Koops, W. Jin, M. Ulbricht, Thinking the future of membranes: Perspectives for advanced and new membrane materials and manufacturing processes, Journal of membrane science. 2020, 598, 117761.
- T. Huang, B. A. Moosa, P. Hoang, J. Liu, S. Chisca, G. Zhang, M. Alyami, N. M. Kashab, S. P. Nunes, Molecularly-porous ultrathin membranes for highly selective organic solvent nanofiltration, Nature Communications 2020, 11, 5882.
- J. Liu, S. Wang, T. Huang, P. Manchanda, E. Abou-Hamad, S. P. Nunes, Smart covalent organic networks (CONs) with "on-off-on" light-switchable pores for molecular separation, Science Advances. 2020, 6, eabb3188.
- S. Wang, L.Yang, G. He, B. Shi, Y. Li, H. Wu, R. Zhang, S. Nunes, Z. Jiang, Two-dimensional nanochannel membranes for molecular and ionic separations, Chemical Society Reviews. 2020, 49, 1071-1089.
- M. D. Vincenzo, A. Tiraferri, V.-E. Musteata, S. Chisca, R. Sougrat. L. Huang, S. P. Nunes, M. Barboiu, Biomimetic artificial water channel membranes for enhanced desalination, Nature Nanotechnology 2021, 16, 190-196.